# Rennebu
Rennebu é uma comuna da Noruega, com 936 km² de área e 2 654 habitantes (censo de 2004). A cidade faz parte do condado de Sør-Trøndelag, na região de Orkdal. O centro administrativo é o vilarejo de Berkåk, que fica ao longo da Rodovia Européia E6.
Rennebu foi separada de Meldal em 1839. A freguesia de Innset foi transferida de Kvikne juntamente com o condado de Hedmark a Rennebu e ao condado de Sør-Trøndelag. em 1 de Janeiro de 1966.
A maioria da população mora no centro administrativo de Berkåk e nas regiões de Innset, Stamnan, Voll e Nerskogen.

## Nome
Em norueguês antigo, o nome era Rennabú. O primeiro elemento é, talvez, o plural de Renna, que significa viagem, março ou estrada. Provavelmente porque duas importantes estradas velhas atravessavam o município e seguem o rio Orkla de Orkdalsfjord (parte de Trondheimsfjord), ao vilarejo Berkåk, onde converge com a estrada de Gudbrandsdalen e Oppdal a Guldalen e Trondheim (hoje a Rodovia Européia E6).

## Brasão de armas
O brasão de armas é dos tempos modernos (aprovado em 19 de Fevereiro de 1982. Ele mostra o perfil da igreja local, Rennebu kirke. erguida em 1669, que é uma das mais antigas igrejas na Noruega, com base em um esquema em forma de "Y".

## Geografia/Topografia
Rennebu consiste principalmente de setores não-cultiváveis como montanhas, lagos, pântanos e florestas. O ponto mais alto é o pico Svarthetta, a 1548 metros acima do nível do mar.

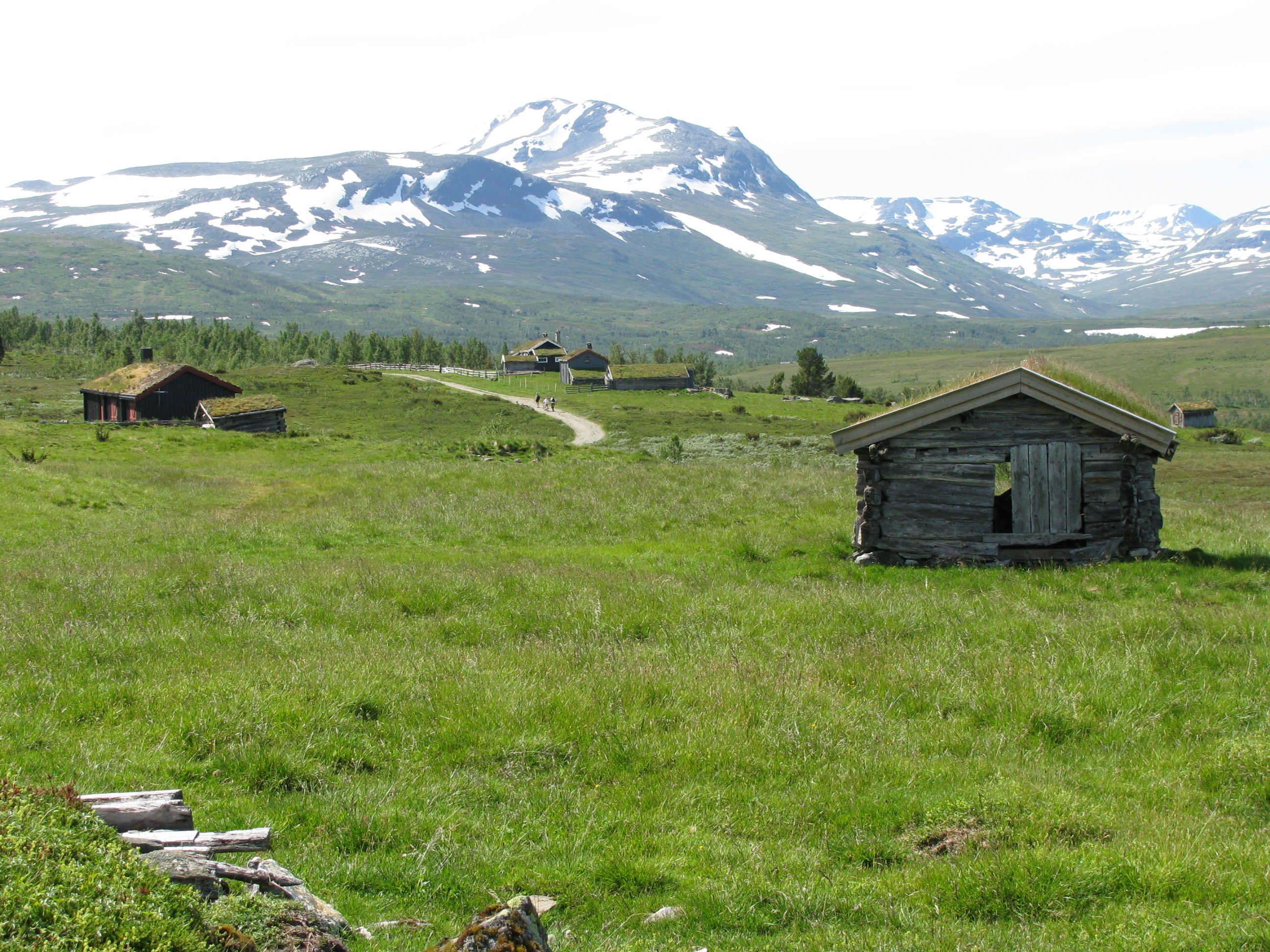
Joldalen-Trollheimen